# Екзотичні насадження (парк-пам'ятка садово-паркового мистецтва)
«Екзотичні насадження» (до 2025 року — Першотравневий) — парк-пам'ятка садово-паркового мистецтва місцевого значення в Україні. Об'єкт природно-заповідного фонду Волинської області.
Розташований у межах Луцького району Волинської області, на захід від села Тарасове.
Площа 10,8 га. Статус надано згідно з рішенням облвиконкому № 4б8-р від 26.09.1977 року. Перебуває у віданні ДП «Ківерцівське ЛГ» (Боголюбське л-во, кв. 37, вид. 8-13).
Статус надано для збереження частини лісового масиву з ділянкою штучних насаджень, перетвореною на парк. Зростають екзотичні для Волині види: тюльпанове дерево, дугласія, бархат амурський, катальпа тощо.

## Галерея

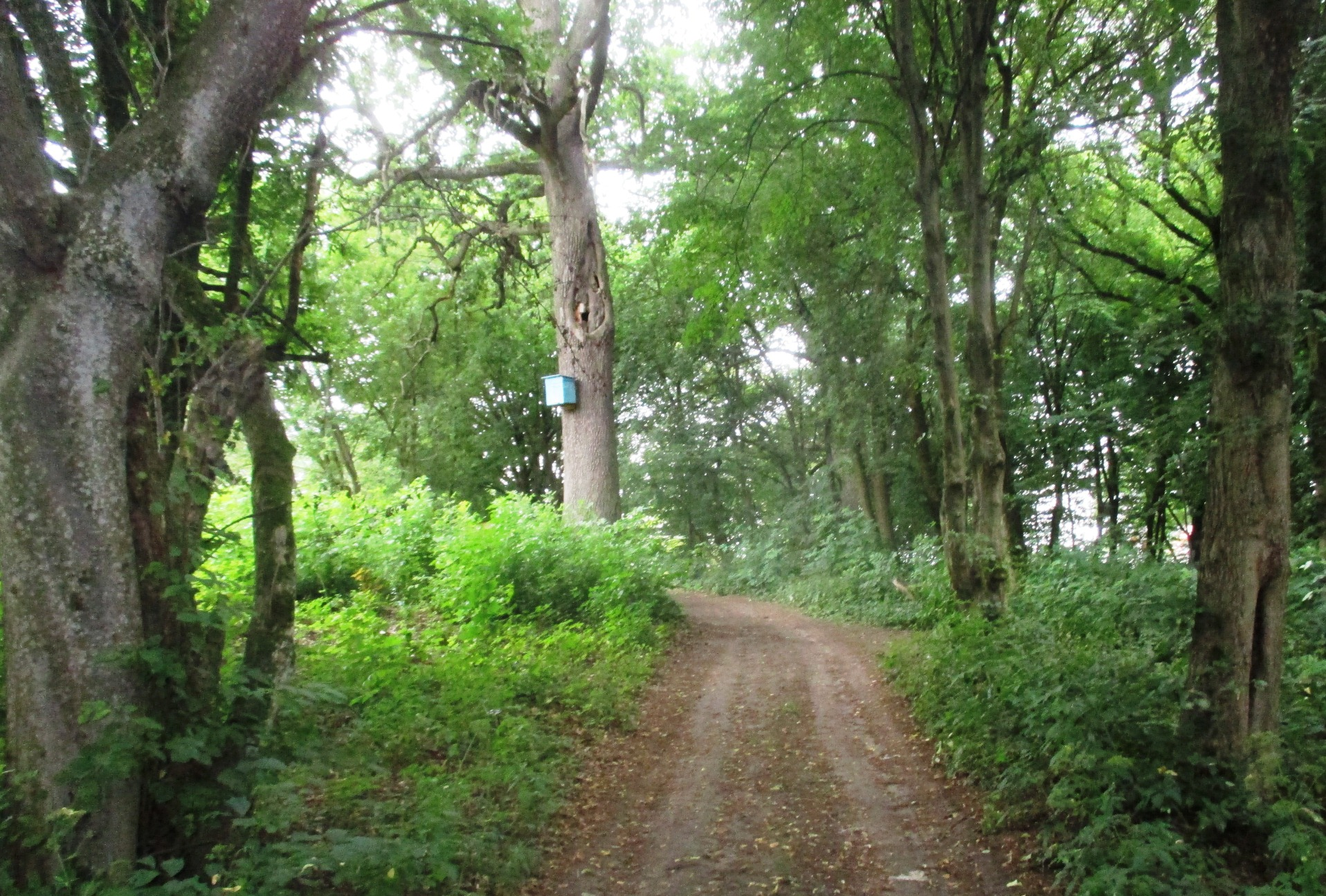
Західна частина парку (дорога через парк)
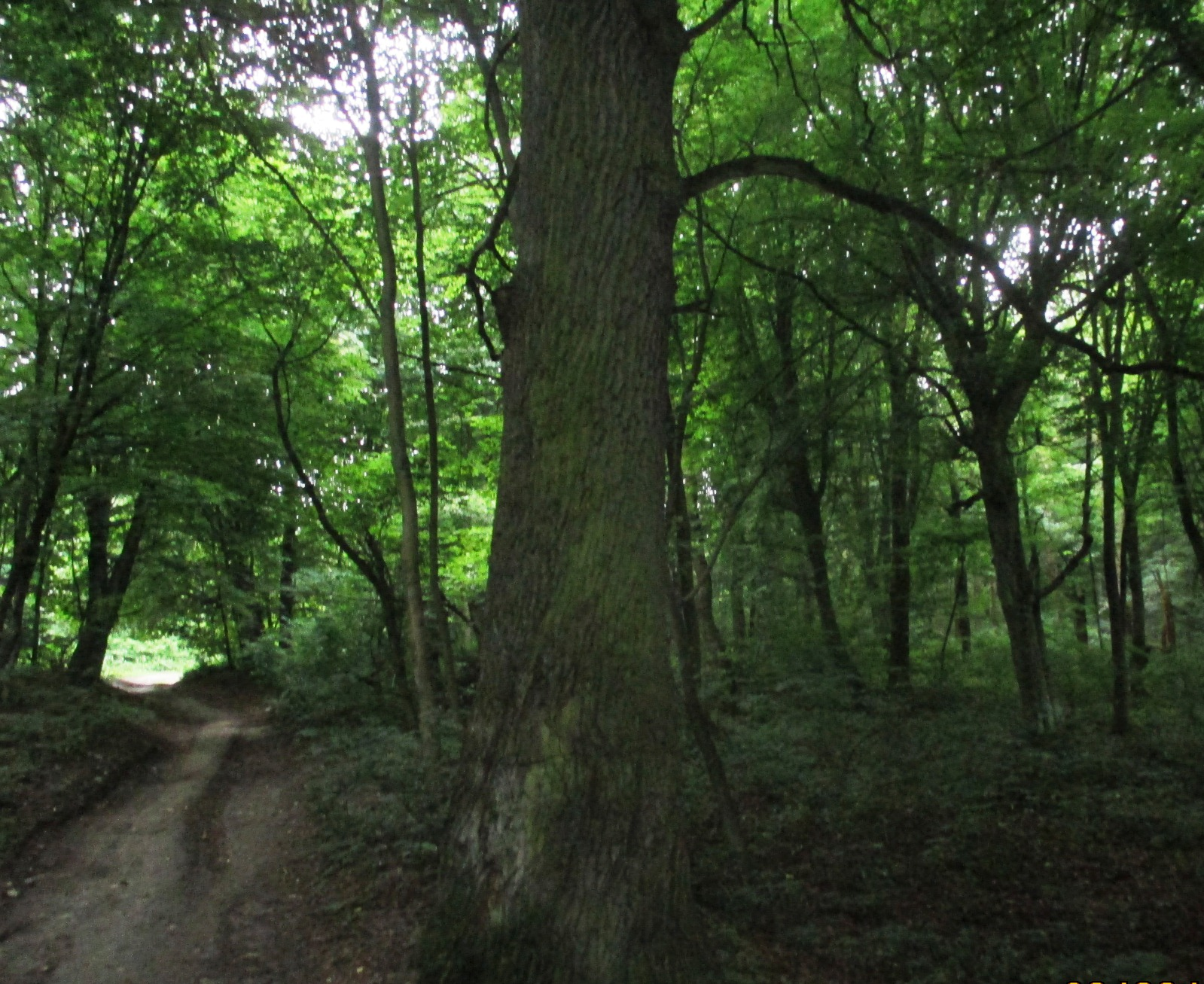
Центральна частина парку
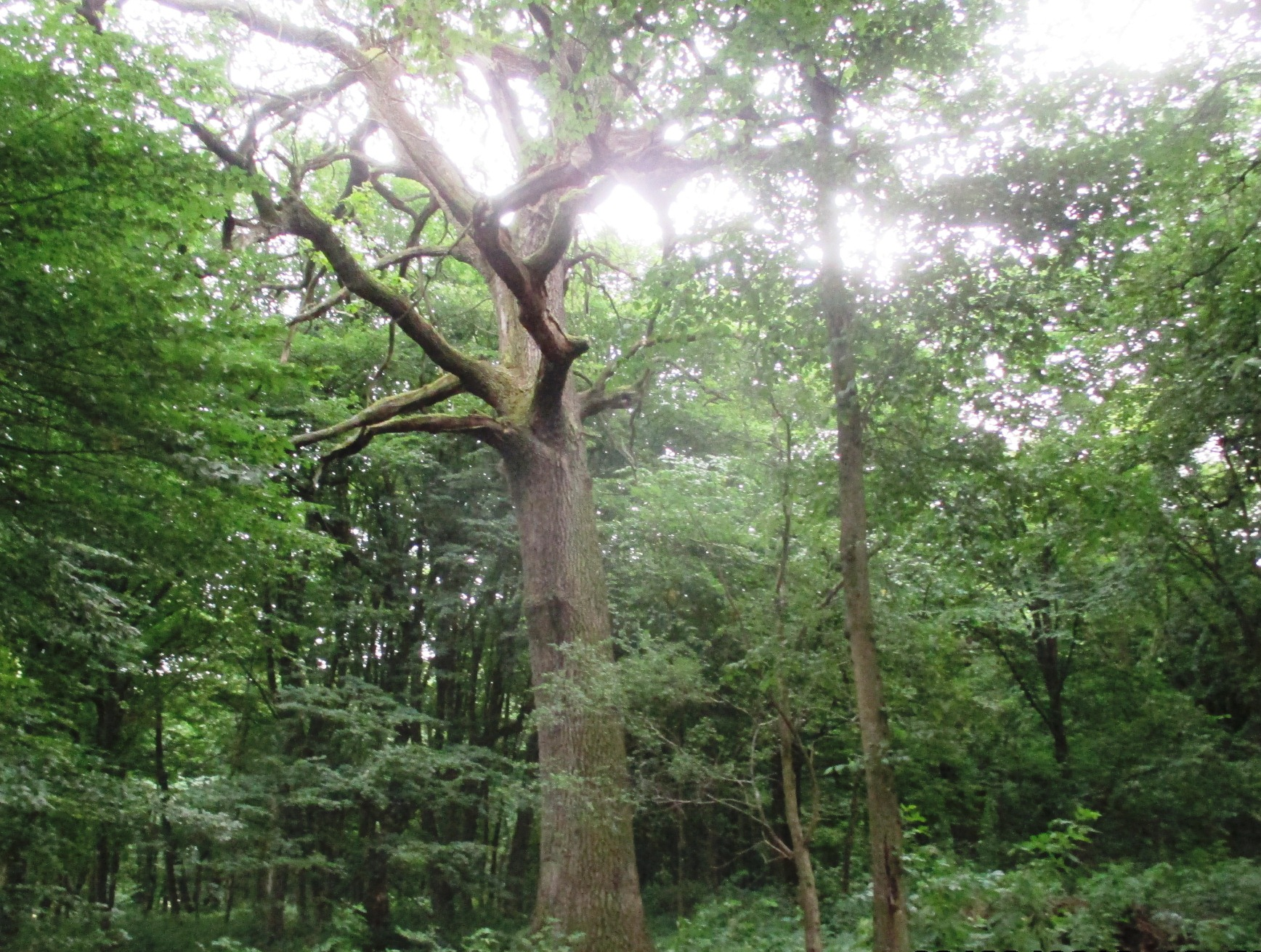
Західна частина парку (дуб звичайний)
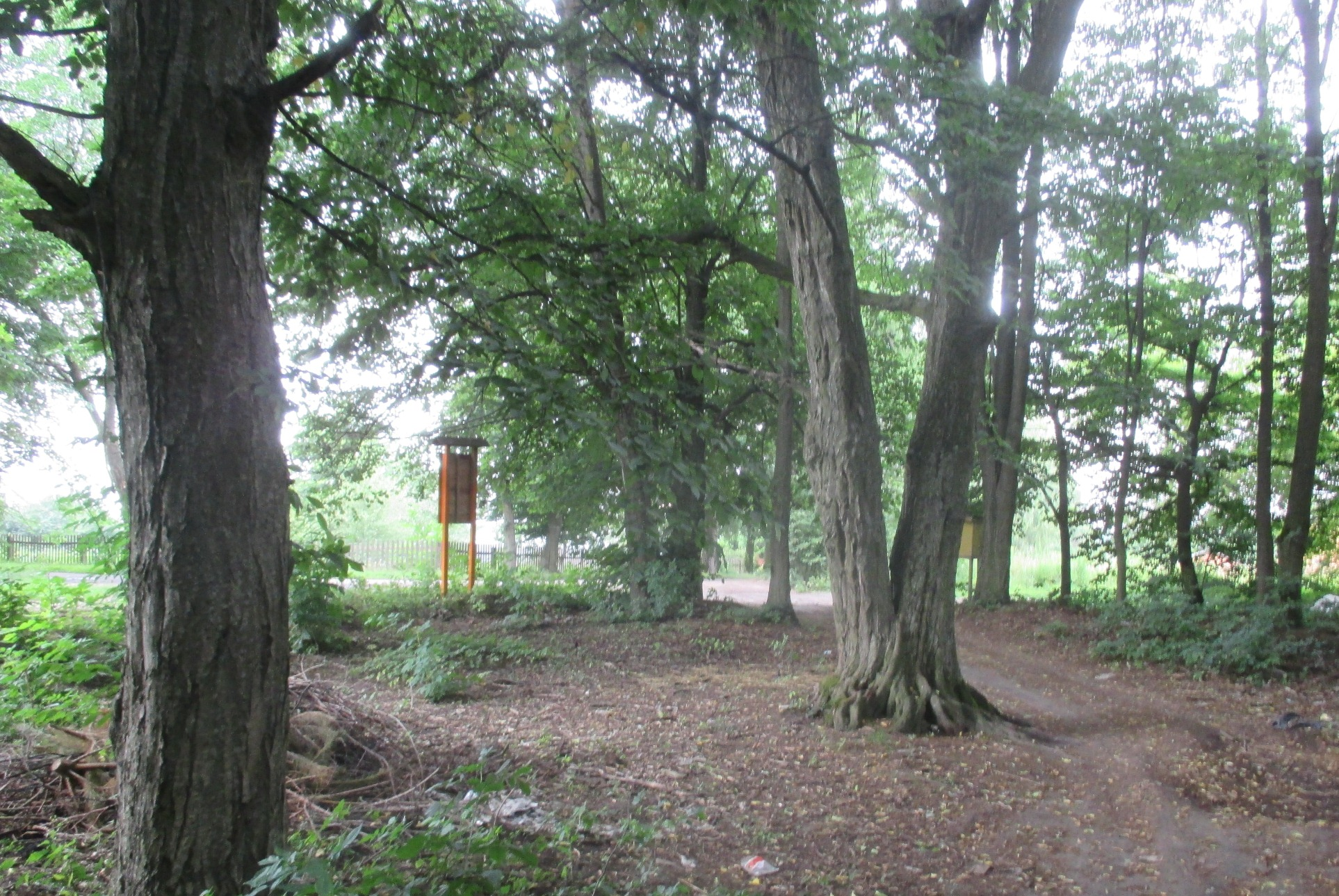
Вихід з парку південно-західна частина
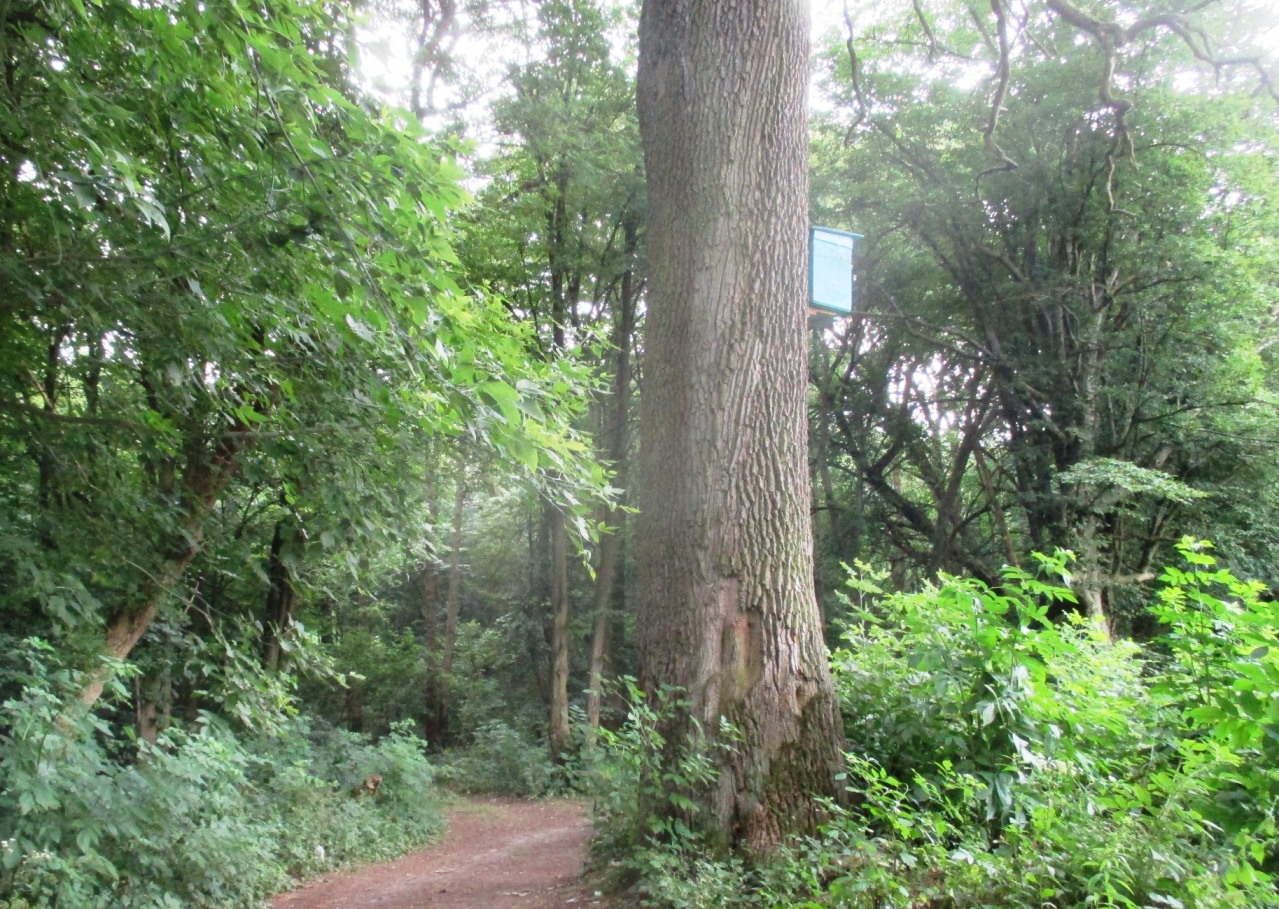
Південна частина парку (дуб-велетень)
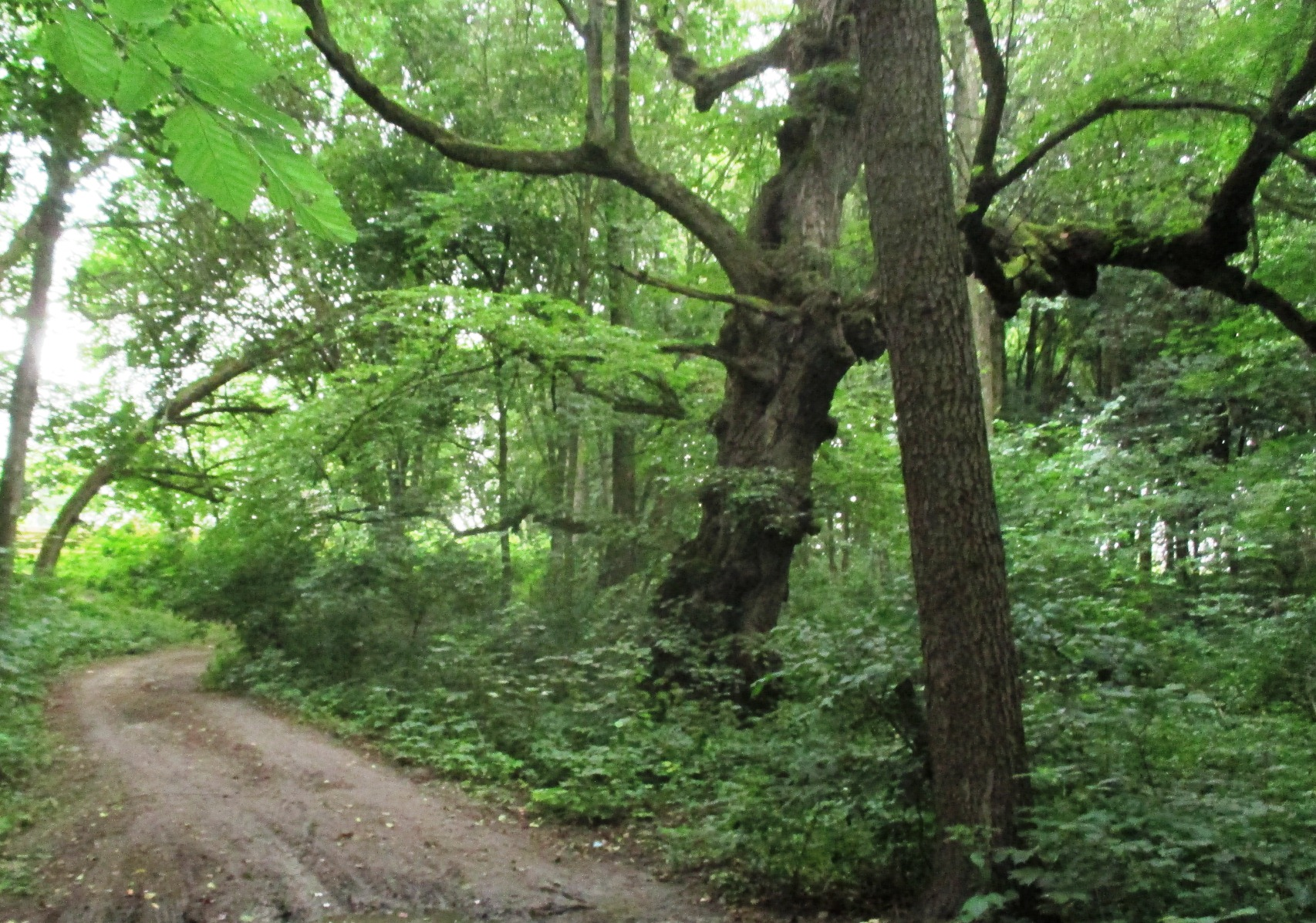
Дорога через парк (південна частина парку)
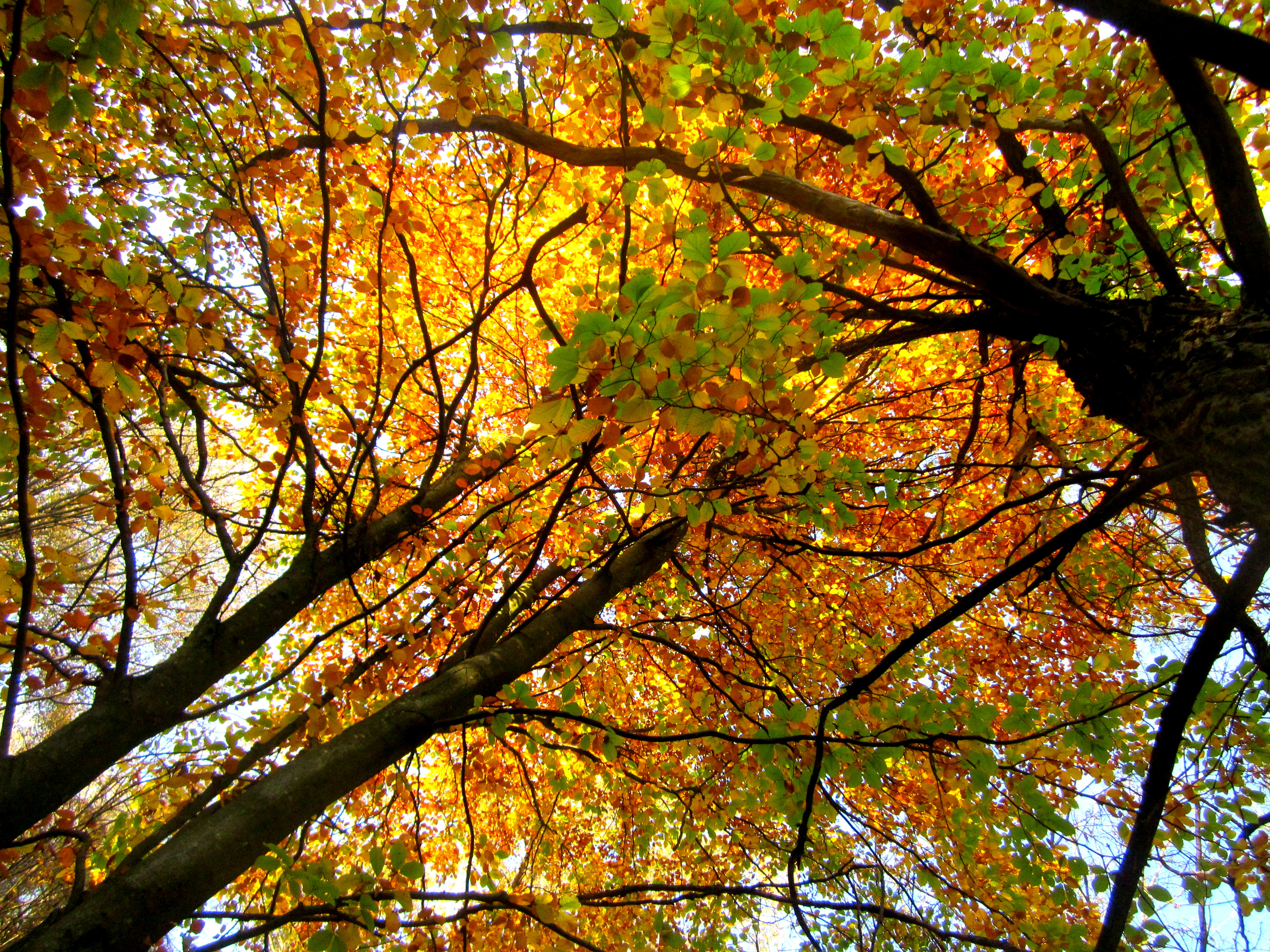
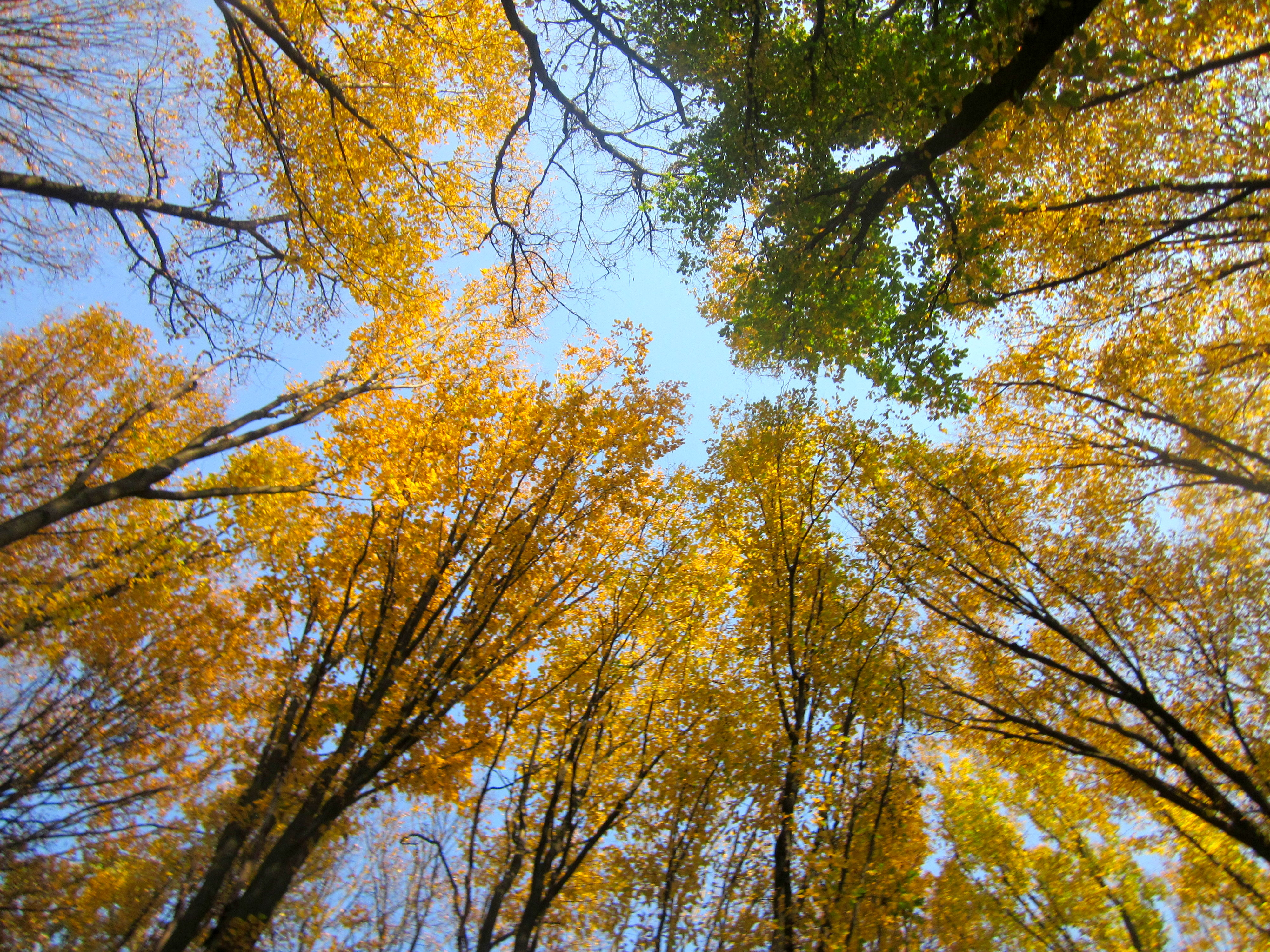
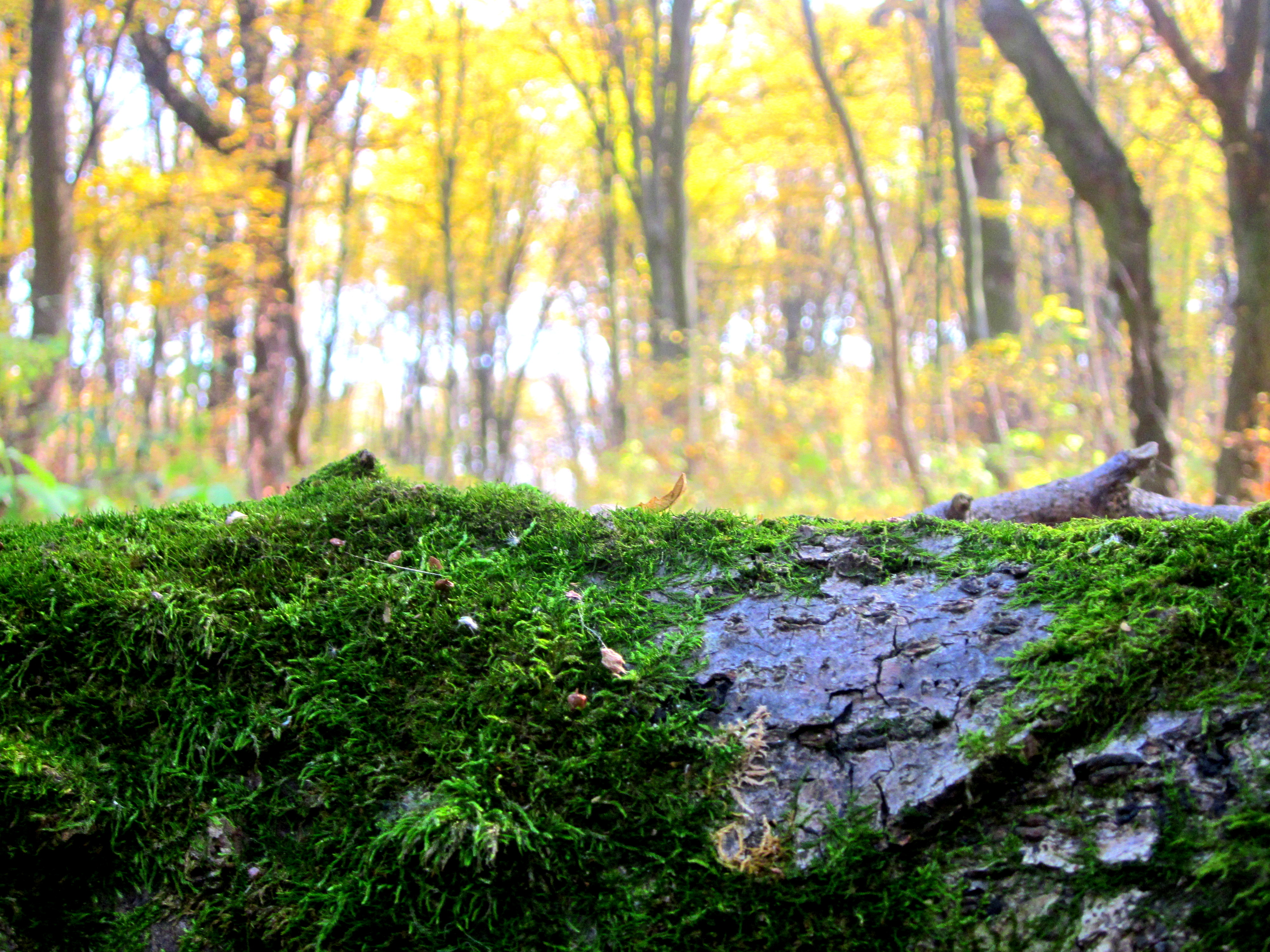